# Янссен, Антон
Антон Янссен (нидерл. Anton Janssen; 10 августа 1963, Тил, Нидерланды) — нидерландский футболист, игравший на позиции полузащитника. Впоследствии — футбольный тренер.
Выступал, в частности, за клуб «НЕК», позднее возглавлял тренерский штаб его команды.

## Игровая карьера
Во взрослом футболе дебютировал в 1982 году выступлениями за команду клуба «НЕК», в которой провел четыре сезона, приняв участие в 99 матчах чемпионата.
Впоследствии с 1986 по 1994 год играл в составе команд клубов «Фортуна (Ситтард)», ПСВ и «Кортрейк».
В 1994 году вернулся в клуб «НЕК», за который отыграл 7 сезонов. Большую часть времени, проведённого в составе «НЕК», был основным игроком команды. Завершил профессиональную карьеру футболиста выступлениями за команду «НЕК» в 2001 году.

## Тренерская работа
Начал тренерскую работу в 2011 году в нижнелиговом «Гемерте», а в следующем сезоне работал с «Оссом».
В течение 2013—2014 возглавлял тренерский штаб команды, в которой провёл большую часть своей игровой карьеры, «НЕК».
С 2015 года возглавляет тренерский штаб футбольного клуба «Де Трефферс».